# Каљење
Каљење је процес који припада термичкој обради челика, а карактерише га хлађење са повишених температура (најчешће из аустенитне области) брже од критичне брзине хлађења која одговара одређеној микроструктури. Настала микроструктуре су најчешће беинит или мартензит а то зависи од брзине каљења која је примењена. Ако је брзина каљења довољно велика да се дифузија угљеника, из пресићеног раствора угљеника у аустениту, не може одвити, онда се у микроструктури добија мартензит. У супротном, ако је брзина хлађења недовољна, ствара се прелазна фаза - беинит.